# Szperacz

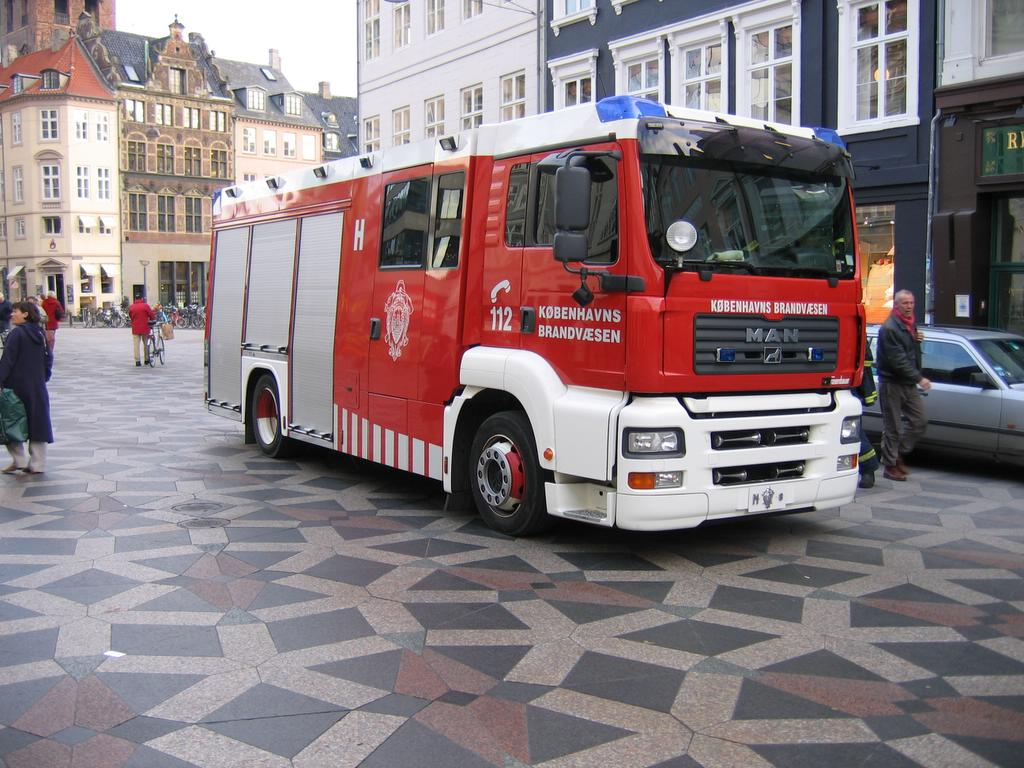
Duński samochód pożarniczy; szperacz widoczny na tle przedniej szyby samochodu

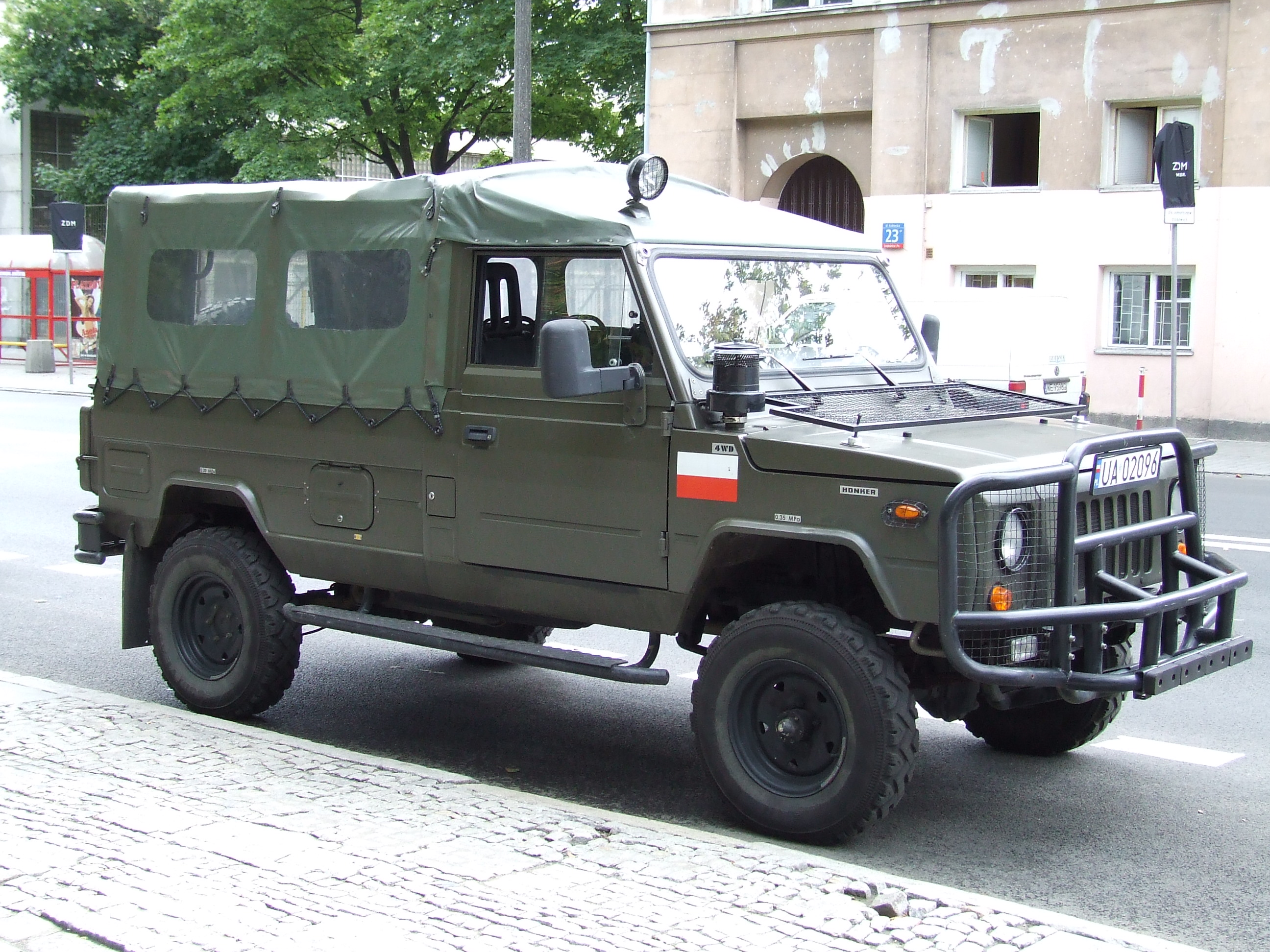
Wojskowy Honker ze szperaczem na dachu

Szperacz – rodzaj lampy elektrycznej, reflektora instalowanego niekiedy w samochodach terenowych (także w samochodach pożarniczych, ratowniczych, wojskowych lub policyjnych), którego konstrukcja pozwala na obracanie go w pewnym zakresie – w lewo i w prawo oraz w górę i w dół – tak, by możliwe było skierowanie snopa światła w żądanym kierunku wokół pojazdu, a nie tylko (tak jak w standardowych reflektorach świateł drogowych) na wprost przed pojazdem. Lampa taka ułatwia nocną obserwację obiektów znajdujących się przy drodze albo na bezdrożach, jak również działania straży pożarnej i innych służb ratowniczych.
Szperaczami nazywane są także specjalne latarki elektryczne – dalekosiężne lampy przenośne o dużej sile światła (światłość takiej lampy sięgać może kilku milionów kandeli, strumień świetlny może mieć kilka tysięcy lumenów, a zasięg snopa światła przekraczać może 1,5 km), zwykle zasilane z własnych baterii bądź akumulatorów. Wyposażone mogą być dodatkowo w mechanizm umożliwiający regulację wielkości (średnicy) snopa światła poprzez zmianę jego ogniskowania.
Szperacze instalowane są także na śmigłowcach i łodziach. W tym zastosowaniu, np. w śmigłowcach, łodziach policyjnych i ratowniczych, ułatwiają obserwacje i poszukiwania prowadzone w nocy z wody i z powietrza.